# حمدا ولد التاه
حمدن ولد سيدي ولد التاه (من مواليد سنة 1933 في ضواحي مقاطعة المذرذرة في الجنوب الموريتاني) هو فقيه وعالم وشاعر ووزير سابق موريتاني. توفي في 12 فبراير 2024.

## نسبه
هو العلامة الشاعر المنطقي حمداً بن سيدِ بن التاه بن محمذن بن أحمد بن العاقل الديماني.

## دراسته
درس القرآن الكريم على القارئ المشهور سيدِ ابن والد، وأخذ العلم عن خاليه القاضي محمذن «اميي»، والقاضي حامد ابني ببها وعن العلامة محمد عالي بن محنض والعلامة گراي ابن أحمد يورَ.

## الوظائف الحكومية
وقد تقلد حمدا وظائف هامة في البلد منها إدارة التوجيه
الإسلامي، ووزارة الشؤون الإسلامية، وعضوية المجلس الإسلامي الأعلى، والأمانة العامة لرابطة علماء موريتانيا، وعضوية المجلس الأعلى للفتوى والمظالم، ومحاضر ومفتي شبه دائم في التلفزة الموريتانية الرسمية والإذاعة الرسمية كذلك، كما اعتاد الظهور في عدد من المحطات الرسمية والخاصة في بلده موريتانيا،

وقد حضر الكثير من الندوات والمؤتمرات المحلية والدولية، ولقي التكريم في تلك الملتقيات، وما فتئ الأستاذ حمدا يلقي دروسا علمية ويدير مجالس أدبية في منزله، وله محاضرات في
مختلف الفنون ألقاها في المساجد والمراكز العلمية والثقافية وهي مسجلة في الإعلام المرئي والمسموع، وهو من أبرز علماء البلد اليوم.

## من مؤلفاته
- اختصار موافقات الشاطبي،
- جدولة مختصر خليل،
- نظم الثقلاء
- أربعون حديثا في فقه قضايا معاصرة،
- جدولة المنطق،
- جدولة علم البلاغة والأصول،
- تلخيص الخلاصة،
- تلخيص الإتقان في علوم القرآن،
- نظم في أحكام المساجد،
- منظومة المستجدات الفقهية.

## الرثاء
رثى الشيخ حمداً ولد التاه صديق عمره الشيخ الراحل محمد سالم ولد عدود معبرا عن حزنه عبر أبيات هذا نصها:

### النظم
نظم ساخر نظمه حمدا يقول في بدايته:
من ثقلاء العصر قد بلينا - بفئة قد كدرت علينا

فصلها ابن حمبل تفصيلا - «وهو بسبق حائز تفضيلا»

"لكنه لوكان في زماني - لزاد نظمه بنظم ثاني

والباب مفتوح لكل من يرى - من ثقلاء عصره ما كدرا

أولهما وأمره كبير - الصاحب الملازم الخبير

يلقاك في طريقه مبتسما - وثقله فوق العيون ارتسما

وللسلام وحده مسلسلُ - كأنما ينصب منه الحنظل

وبعده أسئلة طويله - من ألف ليلة إلى كليله.

### مقطوعة المضيفة
هي مقطوعة للشيخ حمدا وذيلها العلامة الراحل الشيخ محمد سالم ولد عدود

وقفت بين سائح وسياسي... ترشد الناس في خفيف اللباس 

ورمتها العيون وهي تناجي... في هدوء مجموعة الأجراس' 

وأشارت أن المقاعد تحوي... سترة للنجاة عند الإياسِ 

فوجمنا وقد بدت كلمات... لاتدخن وألبس حزام الكراسي 

فصعدنا وفي النفوس رجاء... والتجاءٌ لخالق الأجناس 

واستوينا في الجو ثم شربنا... فترى القوم بين عار وكاسي 

أتحفتنا بالحلويات جميعا... وبأكل يأتيك في الأكياس 

فنزلنا فشيعتها عيون... قطع الله وصلها بالمواسي 

ليت هذي الفتاة كانت تراعي... وترك عدود ليكمل الأبيت فقال: ...حرمة الشرع أو شعور الناس.